# ライフ・イズ・マネー
『ライフ・イズ・マネー』 (LIFE IS MONEY) は、原作・監修：朝虹照、作画：櫓刃鉄火による日本の漫画作品。スクウェア・エニックスのウェブコミック配信サイト『ガンガンONLINE』2011年8月11日更新分から2012年10月11日更新分まで、毎月第2週更新で連載された。スクウェア・エニックス毎週新連載プロジェクト16（2ndシーズン）第6弾作品。

## あらすじ
主人公の袋小路巡は妹の病のためお金が必要になり募金を募るが、騙されて信用も失う。ある日、1人で飲んでいる時突如隣にある男が現れる。なんと1億円をかけてナイトメア・ゲームに参加⁉︎賭け金は命！仕組まれたこのゲームをどう攻略するのか‼︎

## 登場人物

### ナイトメア・ゲームの参加者
袋小路 巡（ふくろこうじ めぐる）
主人公。心臓病の妹のためナイトメア・ゲームに参加した青年。かなりのお人よしで寄付金を騙し取られたり、ナイトメア・ゲームに騙されて連れてこられたり、ゲーム開始時から視力を失った九々里のサポートをしたり、みんなから罵倒されている石枕をかばったりしている。
九々里 百子（くくり ももこ）
ヒロイン。親の借金のためにナイトメア・ゲームに参加した女性。
藍寄 青史（あいより あおし）
自称、精神科医の男。冷静沈着で石枕の裏切りを返り討ちにして殺した上、1人だけ落ち着いておりパニックになるみんなをなだめた。
雨園 大輔（あまぞの だいすけ）
「5人さっさと殺せばいい」と言う利己主義な男。しかし、石枕が罵倒されているときには「ただの虐め」と冷静に状況判断していた。
石枕 卓男（いしまくら たくお）
小さい頃、いじめられ悲しんでいた少年。それが原因で引きこもりになっていたところをナイトメア・ゲームに勧誘された。
ゲームが開始直後に食料を独り占めして自分が真っ先に助かろうとしていたが、藍寄の機転で猫町、兒子、虚宮から罵倒攻めにあい、子供の頃虐められていたトラウマがよみがえり精神限界で死亡した。
虚宮 富由美（うつろみや ふゆみ）
「チャッピー」という人形を常に持っている少女。石枕に的確なダメージを与える暴言を吐いたが、石枕が死亡すると反省し巡や九々里に協力する意思を見せた。
白子川 ロメロ（しらこがわ ロメロ）
一見おとなしそうな見た目だが、殺戮行為に快楽を感じる一面があり多重人格者のような少年。子供の頃にDVを受けており、胸などに傷がたくさんある。
兒子 明（にこ あきら）
ニット帽をかぶった男。猫町や虚宮とともに石枕を罵倒したが、彼だけは大したダメージを与えられていなかった。
猫町 ミィ子（にこまち ミィこ）
「モデルの仕事」と騙されて連れてこられた女性。短気な性格で、石枕の裏切りに一番激怒していた。
間壁 洋介（まかべ ようすけ）
ナイトメア・ゲーム最年長の男。歯が欠けていたり、耳が遠かったりでゲーム開始前から多少感覚がない。

### ゲームの関係者
ブラック・タピア
ナイトメア・ゲームの司会者。
虎眼石 鉄男（とらめいし てつお）
巡を騙しナイトメア・ゲームへ参加させた男。

### その他
袋小路 廻（ふくろこうじ まわる）
巡の妹。重い心臓病で入院している。
大木（おおき）
廻の主治医。

## 用語
ナイトメア・ゲーム
裏社会で行われる非合法のギャンブル。一般的なギャンブルと違い命をかけるもので、成功すれば1億円を獲得できるが、失敗したら死亡。
全参加者のうちの半分が勝利し、半分が敗北するため、勝率は数字上では50パーセントである。
精神監獄（メンタルプリズン）
監獄の中で10日間生き残るゲーム。参加者には脈拍や発汗を計測する腕輪が装着され、感情の起伏が一定値を超えると腕輪に内蔵された毒針が刺さって装着者は死亡する。身体への暴力は禁止で、腕輪の毒針でなくともルール違反を犯したり、他の参加者のルール違反で殺された場合も失格となる。
参加者は10人だが、10日を待たずして死亡者が5人になったところで残りの5人は勝利、1億円を獲得して解放される。もし仮に10日間経過して参加者が6人以上生き残っていれば1億円を等分した額を参加者が獲得することができる（よって、参加者は10日間生き残りさえすれば最低5000万円を獲得することができる）。
六感ダイス（シックスセンスダイス）
精神監獄で扱うサイコロ。1日1回決められた時間にダイスゲームを行い、出た目によってその感覚を失う。失う感覚は重複する。
1：視覚、アイマスクを装着して何も見えなくする。
2：聴覚、遮音ヘッドホンを装着して何も聞こえない状態にする。
3：嗅覚、鼻栓をして匂いを感じなくさせる。六感ダイスの中では軽い出目。
4：味覚、猿轡をはめて何も食べることができなくさせる、しゃべることもできない。
5：触覚、特殊な麻酔で首から下の感覚をなくし動かせなくする。首から上は平気。
6：霊感、ラッキー目で今までに失った感覚を取り戻すことができる。

## 単行本
- 原作・監修：朝虹照、作画：櫓刃鉄火 『ライフ・イズ・マネー』 スクウェア・エニックス〈ガンガンコミックスONLINE〉、全3巻（2巻以降は電子書籍のみ）
  1. 2012年5月22日発売 ISBN 978-4-7575-3563-3
  2. 2017年5月19日発売 （電子書籍のみ）
  3. 2017年5月19日発売 （電子書籍のみ）